# Pont Neuf (Poitiers)
Pour les articles homonymes, voir Pont Neuf (homonymie).
Le pont Neuf de Poitiers est un ouvrage d'art traversant le Clain à Poitiers.

## Historique
Jusqu'au XVIIIe siècle les seuls ponts permettant l'accès entre la ville et le faubourg Saint-Saturnin (aujourd'hui faubourg du Pont-Neuf) étaient le pont Saint-Cyprien et le pont Joubert. Ces ponts, assez éloignés de la voie (qui est aussi la route de Limoges et de Bourges), nécessitaient de grands détours. 
C'est à partir de 1770, sous l'intendance du comte de Blossac, riche en innovations urbaines pour la ville, que la réalisation d'un nouvel ouvrage s'imposa. Le projet fut approuvé par le maire de Poitiers, Léonard François Pallu du Parc, en 1777. La première pierre fut posée le 13 septembre 1778. La construction dure plus de 10 ans[précision nécessaire], interrompus notamment par la Révolution. Plusieurs travaux de réfection y ont été faits en 1816, 1820 et 1843.

## Boulevard
Une fois terminé, en revanche, le pont donnait sur une impasse, nommée à juste titre la rue Mal-percée, puisque la présence de l'abbaye Sainte-Croix empêchait toute prolongation vers la ville. Durant la Révolution, les religieuses furent expulsées, ce qui permit de percer par tronçons successifs la rue entre 1832 et 1846. C'est d'ailleurs à cause du percement de cette voie, aujourd'hui rue Jean-Jaurès, que l'on faillit démolir le baptistère Saint-Jean qui était situé dans l'axe.
À l'entrée du pont, côté ville, se trouvait une promenade appelée le "Petit Blossac".

## Architecture
L'ouvrage est formé de trois arcs en anse de panier franchissant la rivière, aux élégantes proportions classiques selon le goût de la période Louis XVI. À son extrémité côté ville (rive droite) il conserve toujours, quoique très remaniés, ses deux pavillons d'octroi. Ils étaient à l'époque reliés par une grille faisant office de porte de ville. 
Le pont, élargi au XXe siècle, reçut en 1903 les rails du tramway électrique reliant la place d'Armes (actuelle place du Maréchal-Leclerc) et le quartier de la Pierre levée.
À partir du 28 août 2023, des travaux qui se sont étalés sur un an ont eu pour but de rénover le Pont-Neuf ainsi que le quartier du pont Neuf. Le pont Neuf a été rouvert le 2 septembre 2024.

## Iconographie
Moins pittoresque et plus récent que les autres ponts de Poitiers, le pont Neuf n'a pas autant fait l'objet de peintures ou de gravures. Le peintre canadien d'origine écossaise George Heriot (en) en fit une aquarelle (avec vue improbable sur la cathédrale Saint-Pierre et l'église Sainte-Radegonde) en 1820.
La préfecture conserve un beau dessin aquarellé représentant la vue depuis le pont en direction de l'ancienne abbaye Saint-Cyprien. On y aperçoit un des pavillons d'octroi.

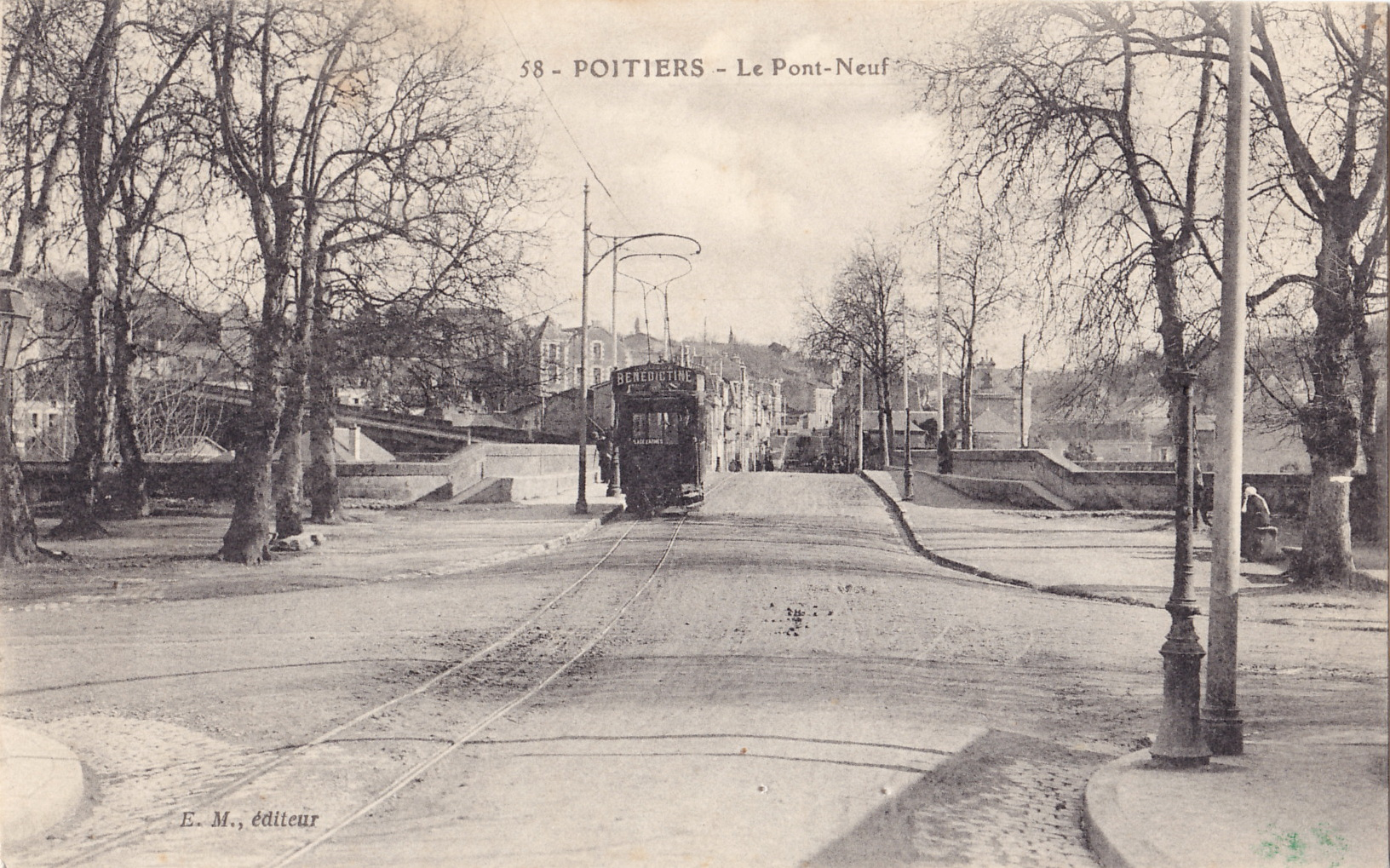
Le tramway de Poitiers franchissant le pont, dans les années 1910.